# سان جاك (مترو باريس)
سان جاك (بالفرنسية: Saint-Jacques)‏ هي محطة مترو تابعة لمترو باريس تقع في فرنسا في الدائرة الرابعة عشرة في باريس.[بحاجة لمصدر]